# سيلينو كروز
سيلينو كروز (بالتاغالوغية: Celino Cruz)‏ مواليد 2 يوليو 1977 في مانيلا، هو لاعب كرة سلة فلبيني سابق. بدأ مسيرته الاحترافية في سنة 2004. لعب في الرابطة الفلبينية لكرة السلة كلاعب هجوم خلفي. حمل الرقم 1. اعتزل اللعب في 2012.

## المسيرة الاحترافية
لعب مع باراكو بول إنرجي في موسم 2008-2009، ثم لعب مع ستار هوتشوتز في سنة 2009، ثم لعب مع بارانجي جينبرا سان ميغيل في موسم 2009-2010، ثم لعب مع باوريد تايغرز من سنة 2010 إلى 2012.